# Héroe de Ucrania
Héroe de Ucrania (en ucraniano: Герой України, transcripción: Heroy Ukrayiny) es la mayor condecoración que puede ser concedida a un ciudadano por el Gobierno de Ucrania. El título fue creado en 1998 por el presidente Leonid Kuchma. Actualmente hay dos clases de distinciones: una por heroísmo y la otra por logros en el trabajo. Desde que el científico técnico Borýs Patón lo recibiera por primera vez en 1998, el título ha sido concedido a 493 personas. La condecoración de Héroe de Ucrania se asemeja a las concesiones de los Estados vecinos, como en Rusia la de Héroe de la Federación de Rusia o la de Héroe de Bielorrusia en Bielorrusia. Estas condecoraciones han recibido influencias históricas y culturales por las condecoraciones concedidas en la ya disuelta Unión Soviética (URSS), especialmente el prestigioso Héroe de la Unión Soviética.

## Creación
El origen de la concesión de "Héroe de Ucrania" se remonta probablemente a la más alta condecoración establecida en la URSS, de la cual Ucrania fue una república componente: Héroe de la Unión Soviética, creado el 16 de abril de 1934, y Héroe del Trabajo Socialista, establecido el 27 de diciembre de 1938. La mayoría de los primeros galardonados lo recibieron por una acción militar heroica (con la excepción notable de cosmonautas soviéticos), mientras que aquellos premiados con el título posteriormente fueron reconocidos por sus contribuciones a la economía y a la cultura nacional. Las concesiones podrían ser dadas al mismo individuo en más de una ocasión, y sólo el Presídium del Sóviet Supremo podría cancelar la concesión una vez concedida. Después del colapso de la Unión Soviética en 1991, concesiones similares fueron creadas en los resultantes países independientes, incluyendo Ucrania.
El título Héroe de Ucrania fue creado el 23 de agosto de 1998 con el Decreto #944/98, por el presidente Leonid Kuchma. Similar en estructura a los títulos dados por la Unión Soviética, puede otorgarse en dos clases de distinciones: "La Orden de la Estrella de Oro" y "La Orden del Estado". Al contrario que las concesiones soviéticas, la ley ucraniana permite a una persona recibir un título en cada distinción sólo una vez, aunque la misma persona pueda recibir ambos premios en el mismo año. Esto significa que si un poseedor de la Orden del Estado realiza una acción heroica, puede presentarse para que reciba la Orden de la Estrella de Oro. Y viceversa, si los logros en el trabajo de un poseedor de la Orden de la Estrella de Oro son reconocidos como un valor excepcional para la nación, este puede ser elegido para recibir la Orden del Estado. Las distinciones tampoco pueden ser concedidas póstumamente, y el título no puede ser anulado.

## Diseño
Como existen dos distinciones, han sido creadas dos diferentes medallas por la ley ucraniana. Estas tienen varias características en común – por ejemplo, ambas medallas usan una cinta de 45 mm de largo y 28 mm de par en par y divididos equitativamente en dos bandas a lo largo, con una banda azul a la izquierda y una banda amarilla a la derecha, al igual que los colores de la bandera de Ucrania. Conectada a la cinta, hay un dispositivo de suspensión ensamblado a un medallón, los cuales están hechos de oro. En ambas medallas, están grabados en el reverso del medallón el nombre de cada condecoración y un número serial.
Debajo de la cinta de la Orden de la Estrella de Oro, el dispositivo de oro de suspensión contiene un grabado en el tridente, un pequeño escudo de Ucrania. El medallón tiene la forma de una estrella de cinco puntas con el ancho de 35 mm desde una punta a la otra, y se halla dentro de una corona de hojas de roble. Dentro de la estrella, hay grabadas otras dos estrellas más pequeñas. En contraste, el medallón de la Orden del Estado tiene el tridente del Príncipe de Volodymyr de Kiev (San Vladimir) situado en la parte más alta de la corona de las hojas de roble. El tamaño del medallón es 35 mm de altura y 36 mm de ancho. No hay un diseño especial o símbolo grabado en el dispositivo de suspensión. Además de la concesión anteriormente nombrada, al galardonado se le entrega una copia para uso público. Sólo existe un diseño de la copia del portador, siendo presentada luego de la medalla del Héroe de la URSS con la cinta roja reemplazada por una cinta azul y amarilla. Esta medalla está hecha de metales no preciosos y es usada en el lado izquierdo del portador sobre las otras condecoraciones.

## Regulaciones
Dos regulaciones diferentes han sido publicadas por el presidente Leonid Kuchma: el decreto de 1998 y un nuevo decreto en 2002. El decreto de 2002 anuló el decreto de 1998, siendo publicado después de la ley ucraniana de las concesiones por el Estado, que confirmó el título en 2000.
El decreto de 1998 contenía pautas generales acerca del título. Algunos temas mencionados fueron los criterios por recibir cada nivel del título, quién puede ser presentado al título y cómo puede exhibirse la medalla en público. El decreto especificaba que el título era dado a un "ciudadano de Ucrania por su heroísmo personal y grandes logros en el trabajo". Estipulaba que sólo el presidente podría conceder el título, aunque otros organismos del Gobierno ucraniano podrían recomendar personas para recibirlo. El decreto también permitía beneficios especiales, tales como aumento de sueldos, seguridad social y cuidado de la salud, de lo cual se beneficiaría el héroe hasta la muerte. El decreto también cubría asuntos de duplicados de medallas y la exhibición, propiedad y almacenaje de la insignia.
Las nuevas regulaciones de 2002 se diferencian levemente de las originales. Los diseños de las medallas no fueron cambiados, el nuevo decreto introducía las medidas de la medalla en miniatura, o la "copia del portador". El artículo 4 subraya los detalles sobre la propiedad de la insignia y los procedimientos especiales para las medallas que son expuestas en museos.

### Exposición

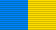
Cinta

La medalla que se presenta con el título se lleva siempre en el lado izquierdo del gabán y es usada sobre cualquiera de las otras medallas y condecoraciones otorgadas por Ucrania. Si una persona ha sido galardonada con ambos niveles del título, la Orden de la Estrella de Oro es colocada en la derecha de la medalla de la Orden del Estado. Una copia de la medalla, hecha con metales no preciosos, puede ser dada al héroe para ser usada diariamente. Si no estuviera permitido portar la medalla, podría usarse en su lugar una cinta que mide 12 x 18 mm. Otra copia de la condecoración, llamada la divisa en miniatura, se lleva sobre la cinta en el lado izquierdo del uniforme.

## Procedimiento
Para que una persona sea galardonada con el título, debe ser recomendada al Presidente por el presidente de la Verkhovna Rada (parlamento de Ucrania), el primer ministro, el fiscal general, el presidente de la Corte Constitucional, el presidente de la Corte Suprema, cualquier ministro, cuerpos de ejecutivos o cualquier autoridad regional. 
Si el título se confiere a un miembro militar ucraniano, servicios de seguridad nacionales, guardias de frontera o servicios de defensa civil, la recomendación debe ser archivada por el ministro de Defensa, el ministro de Asuntos Interiores, el Servicio de Seguridad, la Guardia Nacional, el Comité de Guardias Nacionales de Fronteras o el Ministerio de Emergencias.
Las recomendaciones son enviadas al Presidente para que las considere, junto con por los detalles de los hechos del candidato y las recomendaciones que han sido archivadas a su favor. Si el presidente está de acuerdo con la recomendación, publicará un decreto para galardonar a la persona con el título, que incluye recibir una medalla, una divisa en miniatura y un certificado de ceremonia en el Palacio Presidencial en Kiev.

## Recibimientos notables

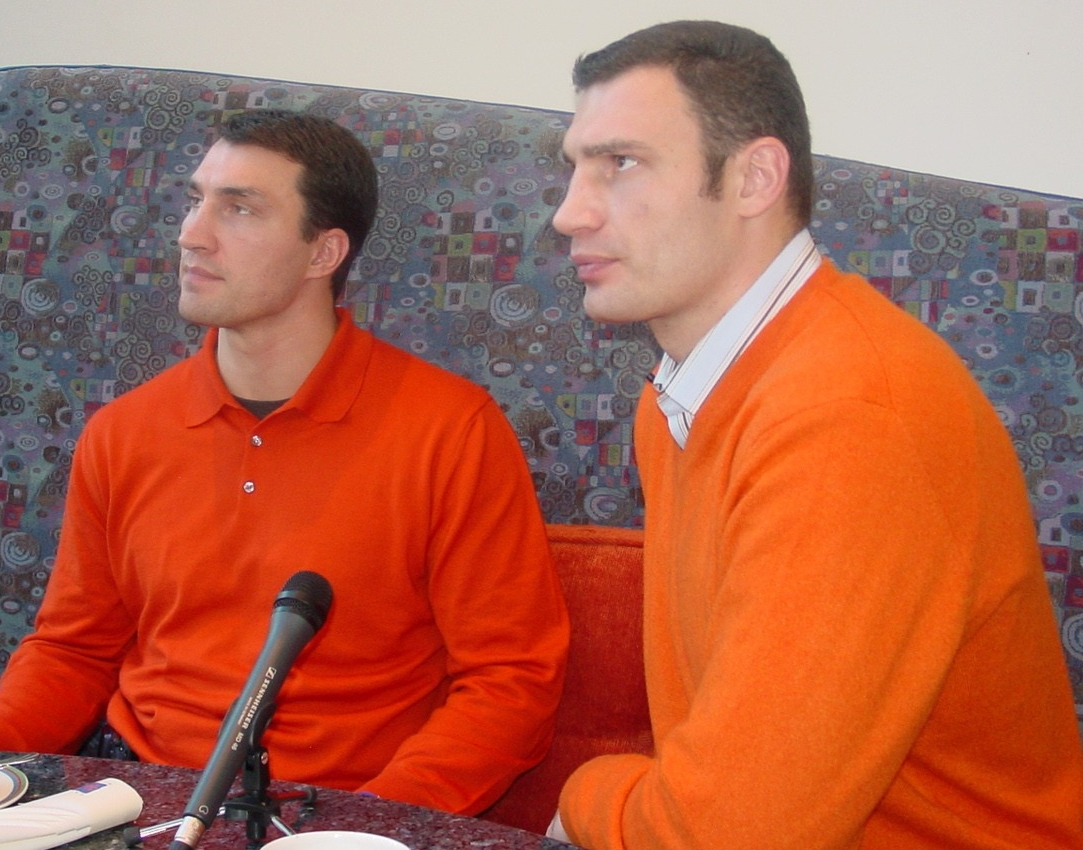
Vitali Klitschko, a la derecha, con su hermano Wladimir

- Sofiya Rotaru - Es muy posible que sea la mejor y más conocida cantante de Ucrania en la anterior Unión Soviética, "por méritos personales excepcionales en el ámbito del arte".
- Yana Klochkova - Yana ganó la medalla de oro de natación en Atenas y en los Juegos Olímpicos de Sídney. Fue galardonada con el título en reconocimiento por "los servicios excepcionales de Klochkova a Ucrania y a sus esfuerzos por construir la reputación del país en la arena de las Olimpiadas."[10]
- Vitali Klitschko - Campeón de boxeo: le fue entregado el nivel "Orden de la Medalla de Oro" en 2004.[11]
- Valery Lobanovsky, el anterior entrenador del club de fútbol FC Dinamo de Kiev. Lobanovsky murió el 13 de mayo de 2002 en el hospital luego de un partido. Se le concedió el título por "sus años de servicio a Ucrania a través del fomento del fútbol dentro de la nación y también por aumentar el prestigio nacional".[12]
- Andriy Shevchenko - 2004 Futbolista Europeo del año y dos veces ganador de la Serie A; galardonado con la "Orden de la Estrella de Oro" en 2004.[13][14]
- Pavlo Zahrebelnyy - escritor, por "su propio sacrificio por Ucrania, y por los muchos años de escribir y por sus significativas contribuciones personales por el enriquecimiento de la hacienda del espíritu nacional" en 2004.[15]

## Concesiones controvertidas
Ha habido alegaciones de que algunos miembros del círculo interno de Kuchma, principalmente Víktor Medvedchuk, pueden haber planeado premiar inapropiadamente con condecoraciones y títulos, incluyendo el título Héroe de Ucrania. La policía, de acuerdo con la Prensa Asociada, citó a Medvedchuk el 15 de julio de 2005, invitándolo para preguntarle acerca de estas concesiones. Kuchma y Medvedchuk también fueron cuestionados acerca del título de Héroe de Ucrania para Aleksandr Barténev. Barténev, más conocido como "Mayor", un presunto gánster, tiene actualmente cargos legales en Ucrania.
Debido a estos problemas, el presidente Víktor Yúshchenko estuvo de acuerdo en hacer un alto en la entrega de condecoraciones del Estado empezando en junio de 2005, hasta noticias futuras. Este movimiento fue anunciado por Iván Vasiunyk, el Primer Secretario Diputado del Estado, y volvió por la Comisión de Condecoraciones y Armería de Ucrania. De acuerdo con Vasiunyk, cuarenta y un personas serían presentadas durante el período de elecciones. Vasiunyk también dijo: "No creo que conozcan a un tercio de estos nombres", refiriéndose a aquellos que fueron presentados para recibir el título de héroes durante ese año. La Comisión estuvo de acuerdo en no entregar ninguna de sus condecoraciones, a menos que la ley ucraniana les permita hacerlo. Aun así, dos títulos fueron dados en julio de 2005 a Olés (Oleksandr) Honchar y Vadym Hetman.